# Maresingel
De Maresingel is een singel en straat in de Nederlandse stad Leiden. 
De singel ligt aan de noordrand van de in de 17e eeuw gereed gekomen singelstructuur die de binnenstad van Leiden omsluit en loopt in oostelijke richting, gezien van de Mare/Haarlemmertrekvaart tot aan Oude Herengracht. In het westen volgt de singel na de Rijnsburgersingel en in het oosten volgt de Herensingel. Het water scheidt de binnenstad van de wijken Groenoord en Noorderkwartier in Leiden-Noord.
De straat ligt aan de buitenzijde van de singel.  Aan de binnen- of centrumzijde ligt geen doorgaande straat direct langs het water omdat hier de stadswallen en bolwerken lagen. Nadat deze hun functie hadden verloren werden er tussen de singel en de Langegracht veel industriële bedrijven gevestigd. Hoewel de meeste industriegebouwen inmiddels verdwenen zijn en vervangen zijn door woon- en utiliteitsgebouwen (Stadsbouwhuis) en een stadspark (Huigpark), herinneren de nog in gebruik zijnde 'Lichtfabriek', de elektriciteitscentrale van E.ON met de ruim 80 meter hoge schoorsteen en het naastgelegen Nieuwe Energie, de tot bedrijfsverzamelgebouw omgebouwde spinnerij van de voormalige textielfabriek Clos & Leembruggen, nog aan het industriële verleden van de plek.
De singel is bevaarbaar, maar een dam ter hoogte van de E.ON-centrale, die nodig is voor de aan- en afvoer van koelwater van deze centrale, maakt doorgaand vaarverkeer onmogelijk. Drie fiets- en voetgangersbruggen verbinden de binnenstad met Leiden-Noord.
Maresingel · Marnixstraat · Nieuwe Marnixstraat · Willem de Zwijgerlaan